# 함연지
함연지(咸延枝, 1992년 5월 8일 ~ )는 대한민국의 前 뮤지컬 배우이다. 2015년에 뮤지컬 《바람과 함께 사라지다》로 데뷔하였다.
2024년부터 오뚜기 아메리카로 입사하면서 기업인의 길을 선택한 이후 연기 활동은 사실상 은퇴한 상태다.

## 학력
- 예원학교 졸업
- 대원외국어고등학교 졸업
- 뉴욕 대학교 티시예술학교 연기과 졸업

## 뮤지컬
- 2015년 《바람과 함께 사라지다》 - 스칼렛 오하라 역(2015.1.8~2015.2.15 예술의전당 오페라극장)
- 2015년 《지저스 크라이스트 수퍼스타》 - 마리아 역(2015.6.7~2015년 9.13 샤롯데씨어터)
- 2015년 《무한동력》 - 한수자 역(2015.9.4~2016.1.3 대학로 티오엠 1관)
- 2016년 《지구를 지켜라》 - 순이 역(2016.4.9~2016.5.29 아트원씨어터 1관)
- 2018년 《아마데우스》 - 콘스탄체 베버 역(2018.2.27~2018.4.29 광림아트센터 BBCH홀)
- 2018년 《노트르담 드 파리 - 세종》 - 플뢰르 드 리스 역(2018.6.8~2018.8.5 세종문화회관 대극장)
- 2018년 《노트르담 드 파리 - 김해》 - 플뢰르 드 리스 역(2018.8.17~2018.8.19 김해문화의전당 마루홀)
- 2018년 《노트르담 드 파리 - 울산》 - 플뢰르 드 리스 역(2018.8.31~2018.9.2 울산문화예술회관 대공연장)
- 2018년 《노트르담 드 파리 - 안동》 - 플뢰르 드 리스 역(2018.9.28~2018.9.29 안동문화예술의전당 응부홀)
- 2018년 《노트르담 드 파리 - 대구》 - 플뢰르 드 리스 역(2018.10.4~2018.10.7 대구 계명아트센터)
- 2018년 《노트르담 드 파리 - 성남》 - 플뢰르 드 리스 역(2018.10.12~2018.10.14 성남아트센터 오페라하우스)
- 2018년 《노트르담 드 파리 - 고양》 - 플뢰르 드 리스 역(2018.10.19~2018.10.21 고양아람누리 아람극장)
- 2018년 《노트르담 드 파리 - 광주》 - 플뢰르 드 리스 역(2018.10.25~2018.10.28 광주 문화예술회관 대극장)
- 2018년 《노트르담 드 파리 - 인천》 - 플뢰르 드 리스 역(2018.11.2~2018.11.4 인천문화예술회관 대공연장)
- 2018년 《노트르담 드 파리 - 수원》 - 플뢰르 드 리스 역(2018.11.9~2018.11.11 경기아트센터 대극장)
- 2018년 《노트르담 드 파리 - 창원》 - 플뢰르 드 리스 역(2018.11.16~2018.11.18 창원 성산아트홀 대극장)
- 2018년 《노트르담 드 파리 - 천안》 - 플뢰르 드 리스 역(2018.11.23~2018.11.25 천안예술의전당 대공연장)
- 2018년 《노트르담 드 파리 - 전주》 - 플뢰르 드 리스 역(2018.12.1~2018.12.2 한국소리문화의전당 모악당)
- 2020년 《차미》 - 차미호 역(2020.4.14~2020.7.5 충무아트센터 중극장 블랙)

## 방송
- 2018년 《해피투게더 시즌4》 58회 출연
- 2018년 《뇌섹시대 - 문제적 남자》 186회 출연
- 2019년 《동상이몽, 너는 내 운명》 118회 스페셜 MC
- 2020년 《비디오스타》 202회 출연
- 2020년 《전지적 참견 시점》 126회 출연
- 2020년 《옥탑방의 문제아들》 102회 출연
- 2020년 《대한외국인》115회 출연
- 2021년 《편스토랑》 출연
- 2021년 《정글의 법칙》 출연
- 2021년 《업글인간》 출연
- 2021년 《동굴캐슬》 출연
- 2022년 《국물의 나라》 출연
- 2023년 《K푸드쇼 '맛의 나라'》 고정 출연

## 드라마
- 2016년 KBS1 일일드라마 《빛나라 은수》 - 정아 역
- 2021년 KBS2 수목 미니시리즈 《달리와 감자탕》 - 유튜버 역 (특별출연)
- 2022년 SBS 금토드라마 《소방서 옆 경찰서》 - 유치원 선생 역 (특별출연)